# اصغر عسکری خانقاه
اصغر عسکری خانقاه (۱۲ مهر ۱۳۱۷–۱۵ فروردین ۱۴۰۱) انسان‌شناس ایرانی، سردبیر سابق مجله نامه علوم اجتماعی و استاد بازنشسته گروه انسان‌شناسی دانشکده علوم اجتماعی دانشگاه تهران بود.

## تحصیلات
عسکری خانقاه دانش‌آموخته کارشناسی در دانشگاه تهران و کارشناسی ارشد و دکتری در دانشگاه سوربن فرانسه است. وی یکی از پایه‌گذاران علم انسان‌شناسی زیستی در ایران است.

## پژوهش
عسکری خانقاه از جمله پژوهشگران مرکز مردم‌شناسی ایران بود و کریستین برومبرژه را در پژوهش پیرامون مردم گیلان همراهی می‌کرد. به گفته تقی آزاد ارمکی، عسکری خانقاه و همکارانش مدعی هستند به تاریخ انسان در ایران دست یافته‌اند. او باورمند است کشف پیشینه انسان در دامنه شمال، ورامین و حوزه تمدنی بیرجند در پژوهش عسکری و همکارانش باعث بروز تحول بزرگی در زمینهٔ نظریه تمدنی گذشتهٔ ایران شد. عسکری خانقاه در سال ۱۳۸۶ از دانشکده علوم اجتماعی دانشگاه تهران بازنشسته شد.

### تالیف
- مبانی انسان‌شناسی زیستی، اصغر عسکری خانقاه، محمدشریف کمالی، تهران: سازمان مطالعه و تدوین کتب علوم انسانی دانشگاه‌ها(سمت)[۵]
- انسان‌شناسی عمومی، اصغر عسکری خانقاه، محمدشریف کمالی، تهران: سازمان مطالعه و تدوین کتب علوم انسانی دانشگاه‌ها (سمت)
- فرهنگ و زیست، اصغر عسکری خانقاه، تهران: دانشگاه تهران، ۱۳۸۱
- مقدمه بر انسان‌شناسی زیستی، اصغر عسکری خانقاه، محمدشریف کمالی، تهران: رهنما
- مردم‌شناسی: روش، بینش، تجربه، اصغر عسگری خانقاه، ناشر: علم، ۱۳۹۱
- دردم نهفته به … [دربارهٔ انسان‌شناسی - مردم‌شناسی - جامعه‌شناسی] (مجموعه مقالات)، گروه مؤلفان و مترجمان، تهران: وزارت فرهنگ و ارشاد اسلامی، سازمان چاپ و انتشارات، ۱۳۸۶
- روستای قاسم‌آباد گیلان: پژوهشی در مردم‌شناسی، اصغر عسکری خانقاه، تهران: شرکت انتشارات علمی و فرهنگی
- لوطی‌آباد، اصغر عسکری خانقاه، تهران: شرکت انتشارات علمی و فرهنگی
- دایره‌های اوج، اصغر عسکری خانقا، تهران: دیبایه
- ایرانیان ترکمن: مردم‌شناسی و جمعیت‌شناسی: اصغر عسگری خانقاه, محمدشریف کمالی، تهران: اساطیر
- آب و خاک، اصغر عسکری خانقاه (شاعر)، ناشر: فضا (وابسته به مؤسسه علمی و فرهنگی فضا)، ۱۳۹۰

### ترجمه
- فرهنگ مردم‌شناسی، میشل پانوف، میشل پرن، اصغر عسکری خانقاه (مترجم)، تهران: سازمان مطالعه و تدوین کتب علوم انسانی دانشگاه‌ها (سمت)
- سه گزارش از زندگی اجتماعی مردم بدوی (ابتدایی‌ها)، برونیسلاو مالینوفسکی، اصغر عسگری خانقاه (مترجم)، ناشر: علمی و فرهنگی
- پاریس در شب: گزیده شعرهای ژاک پرور، ژاک پرور، اصغر عسکری خانقاه (مترجم)، تهران: کتاب خورشید، ۱۳۸۴
- گزیده شعر کوتاه فرانسوی (عاشقانه‌‏های بی‏‌کلام، سایه سرمست، پاریس در شب متن دوزبانه (فارسی- فرانسوی): پل وِرلن، روبر دِسنوس، ژاک پِروِر, (برگزیده‌های ادبی ۲)، زهرا تعمیدی (مترجم), اصغر عسکری خانقاه (مترجم), تهران: خورشید
- به تو که هنوز زاییده نشده‌ای: سرگذشت یک ژن‌شناس: آلبر ژکر، اصغر عسگری خانقاه (مترجم)، ناشر: علمی و فرهنگی